# Сан Пјетро Фраскати (Ђенова)
Сан Пјетро Фраскати је насеље у Италији у округу Ђенова, региону Лигурија.
Према процени из 2011. у насељу је живело 119 становника. Насеље се налази на надморској висини од 222 м.